# Petr Vaněček
Petr Vaněček (22. ledna 1959 Podolí, Praha - 31. května 2019, Praha) byl český malíř abstraktních obrazů, básník a překladatel.

## Život
Vystudoval Gymnázium Jana Nerudy. Skoro rok studoval žurnalistiku a poté se dostal na Akademii výtvarných umění, kterou absolvoval v roce 1985 v ateliéru malby u prof. Paderlíka. Vymaloval interiér kavárny Velryba, malbou "il fresco" vyzdobil sloup v kavárně Jericho a živil se také překlady. Patří k čelným představitelům psychedelické malby. Ideově ovlivnil celý okruh svých vrstevníků.